# هيو كوري
هيو كوري هو لاعب هوكي الجليد كندي، ولد في 22 أكتوبر 1925 في ساسكاتون في كندا، وتوفي في 21 نوفمبر 2017 في ألبرتا في كندا.

## وصلات خارجية
- هيو كوري على موقع دوري الهوكي الوطني (الإنجليزية)
- هيو كوري على موقع قاعة مشاهير الهوكي (لاعب أن.إتش.أل) (الإنجليزية)
- هيو كوري على موقع EliteProspects.com (الإنجليزية)
- هيو كوري على موقع HockeyDB.com (الإنجليزية)
- هيو كوري على موقع Hockey-Reference.com (الإنجليزية)